# Lećasta galaktika
Lećaste ili lentikularne galaktike su prijelazni stupanj između spiralnih i eliptičnih i prema Hubbleovu dijagramu imaju oznaku S0.
Ove galaktike imaju i jezgru i disk, ali nemaju spiralne krakove. U njima ima malo ili nimalo plina, a zvijezde su stare.
Lećaste galaktike su prijelazna skupina iz eliptičnih u spiralne. Lećaste s oznakom S0 su normalne lećaste galaktike, a s oznakom SB0 su lećaste galaktike s prečkom.
Najljepši primjer ove vrste galaksija je Messier 102 (NGC5866), zvana Vreteno.
Vidi i :
- Spiralna galaktika
- Eliptična galaktika
- Nepravilna galaktika
- Klasificiranje galaktika
- Kompaktna galaktika
- Hubbleova vilica

## Vanjske poveznice
- astro.fdst.hr :: Kozmologija :: Morfologija galaktika  Arhivirana inačica izvorne stranice od 30. listopada 2005. (Wayback Machine)